# René Capitant
Pour les articles homonymes, voir Capitant.
René Capitant, né le 19 août 1901 à La Tronche (Isère) et mort le 23 mai 1970 à Suresnes (Hauts-de-Seine), est un juriste et homme politique français.
Membre de l'Union démocratique et socialiste de la Résistance de 1945 à 1951 puis de l'Union pour la nouvelle République de 1962 à 1968, il est député du Bas-Rhin de 1945 à 1946, de la Seine de 1946 à 1951 puis de la 3e circonscription de Paris de 1962 à 1968.
Il a par ailleurs été ministre de l'Éducation nationale de 1944 à 1945 au sein du premier gouvernement Charles de Gaulle et garde des Sceaux, ministre de la Justice de 1968 à 1969 dans les gouvernements de Georges Pompidou et de Maurice Couve de Murville.

## Biographie

### Jeunesse et études
René Capitant naît à La Tronche le 19 août 1901 dans une famille de notables. Son père, Henri Capitant, est juriste, spécialiste du droit privé et professeur d'université. René Capitant suit ses études secondaires au lycée Montaigne, puis au lycée Henri-IV. Une fois le baccalauréat obtenu, il s'inscrit à la faculté de droit de l'université de Paris. Il obtient des diplômes d'études supérieures de droit privé, de droit public et d'économie.
Il choisit de se consacrer au droit public et défend en mars 1928 sa thèse de doctorat, intitulée « L'impératif juridique : l'illicite ». Il s'agit d'une thèse de théorie du droit. Il est reçu à l'agrégation de droit public en 1930.
Il est nommé en 1930 à l'université de Strasbourg. Dans les années 1930, il milite au sein du Comité de vigilance des intellectuels antifascistes.

### Seconde Guerre mondiale
À la suite de l'appel du 18 Juin, René Capitant contribue à la création du mouvement de résistance Combat à Clermont-Ferrand. Il devient professeur de droit à l'université d'Alger en 1941, où il remplace le professeur Robert-Édouard Charlier, « relevé de ses fonctions » par le gouvernement de Vichy en raison de son engagement à gauche. Par ailleurs membre du réseau de résistance Alliance, il incarne à Alger le soutien à de Gaulle face à Giraud.
Il est nommé commissaire à l'Instruction publique du Comité français de libération nationale, puis ministre de l'Éducation nationale du Gouvernement provisoire.

### De la Libération au départ du Général de Gaulle
À la Libération, il est élu député de 1945 à 1951. Gaulliste de gauche, il fonde le 20 janvier 1946 avec Louis Vallon et Pierre Clostermann « l’Union gaulliste - Rassemblement des gauches démocratiques », puis devient l'un des principaux animateurs du Rassemblement du peuple français (le RPF).
Il est professeur à la faculté de droit de Paris en 1951.
En 1957, pendant la guerre d'Algérie, il apprend la mort, au cours d'un interrogatoire par l'armée, de son ancien élève Ali Boumendjel,,. Il écrit au ministre de l'Éducation nationale : 

« Tant que de telles pratiques — auxquelles, même en pleine guerre, nous n'avons jamais soumis les prisonniers allemands — seront prescrites ou tolérées contre les Algériens par le gouvernement de mon pays, je ne me sentirai pas capable d'enseigner dans une faculté de droit française. J'interromprai donc mon cours.
Révoquez-moi, si vous le voulez, si vous le pouvez. J'accueillerai avec satisfaction tout ce qui contribuera à rendre publique ma protestation contre des faits susceptibles de déshonorer la France, si elle restait passive devant eux. »

— « M. René Capitant décide de suspendre son cours à la faculté de droit », dans Le Monde, 26 mars 1957.
Il est nommé directeur de la Maison franco-japonaise à Tokyo entre 1957 et 1960.
Il est élu député de Paris de 1962 à 1968, battant Jean-Marie Le Pen, est élu conseiller municipal de Paris en 1965 et occupe pendant ces deux législatures la présidence de la commission des Lois constitutionnelles, de la Législation et de l'Administration générale de la République.
Il manifeste au cours des années 1960 une opposition croissante à Georges Pompidou, auquel il reproche sa progressive récupération du mouvement gaulliste à des fins conservatrices, attribuant les événements de Mai 68 à l'immobilisme social du Premier ministre. Lui reprochant de droitiser le mouvement, il affirme dans les instances de l'Union démocratique du travail : « Le vrai gaullisme est à gauche ! ».
À partir du 31 mai 1968, il est garde des Sceaux dans les gouvernements Georges Pompidou IV et Maurice Couve de Murville, ce dernier mettant en avant la participation au sein de son action politique, marquée par l'ascendant pris par les gaullistes de gauche durant la dernière année de la présidence du général de Gaulle. De santé fragile, il est victime d'un infarctus du myocarde à l'automne 1968, propose sa démission au chef de l'État qui la refuse et lui demande de reprendre son ministère à son retour de convalescence.
Cet élan est néanmoins brisé par l'échec du référendum du 27 avril 1969 dont il est l'un des promoteurs.
Refusant de soutenir Georges Pompidou à l'élection présidentielle suivante, il envisage un temps de se présenter avant d'y renoncer pour raisons de santé, et se retire de la vie politique. Il succombe moins d'un an plus tard à un second malaise cardiaque. Son épouse, née Marie Thérèse Colas, meurt le 3 juin 2002 à 95 ans[source insuffisante].

## Décoration
- Chevalier de la Légion d'honneur
- Médaille de la Résistance française avec rosette
- Commandeur de l'ordre des Palmes académiques au titre d' « ancien ministre de l'Éducation nationale à Paris » (1961)[10]

## Fonctions politiques

### Fonctions gouvernementales
- 9 novembre 1943 - 4 septembre 1944 : commissaire à l’Éducation nationale du CFLN
- 4 septembre 1944 - 21 novembre 1945 : ministre de l’Éducation du Gouvernement provisoire
- mai-août 1962 : conseiller juridique et technique auprès de l'exécutif provisoire algérien
- 31 mai 1968 - 27 avril 1969 : garde des Sceaux

### Mandats électifs
- Conseiller municipal / conseiller général (Paris)
  - 1965-1970 : conseiller de Paris
- Député
  - 21 octobre 1945 - 10 juin 1946 : député du Bas-Rhin, de la Résistance démocratique et socialiste
  - 10 novembre 1946 - 17 avril 1951 : député de la Seine, de l’Union démocratique et socialiste de la Résistance (UDSR)
  - 25 novembre 1962 - 21 mai 1968 : député de Paris, de l’Union démocratique pour la Ve République (UDR)
  - 30 juin - 12 août 1968 : député de Paris, de l’Union des démocrates pour la République (UDR)

## Œuvres
- L'Illicite, Paris, Dalloz, 1928
- La Réforme parlementaire, Paris, Suey, 1934
- L'Œuvre juridique de Raymond Carré de Malberg, 1937
- L'Idéologie nationale-socialiste, 1938
- Premiers Combats pour la Constitution, Strasbourg, L'Alsace libérée, 1946, 63 p.
- Pour une Constitution fédérale, Paris, Renaissances, 1946, 62 p.
- Le Changement de régime, 1952
- Écrits politiques : Institutions, Paris, Flammarion, 1971, 433 p.
- Démocratie et participation politique, Paris, Bordas, 1972, 184 p.
- Face au nazisme (écrits de 1933 à 1938 réunis par Olivier Beaud), 2004
- Ecrits d'entre-deux guerres (1928-1940) (textes réunis et présentés par Olivier Beaud), Panthéon-Assas, 2004

## Papiers personnels
- Les papiers personnels de René Capitant sont conservés aux Archives nationales, site de Pierrefitte-sur-Seine, sous la cote 645AP[11],[6].